# グリーティングカード

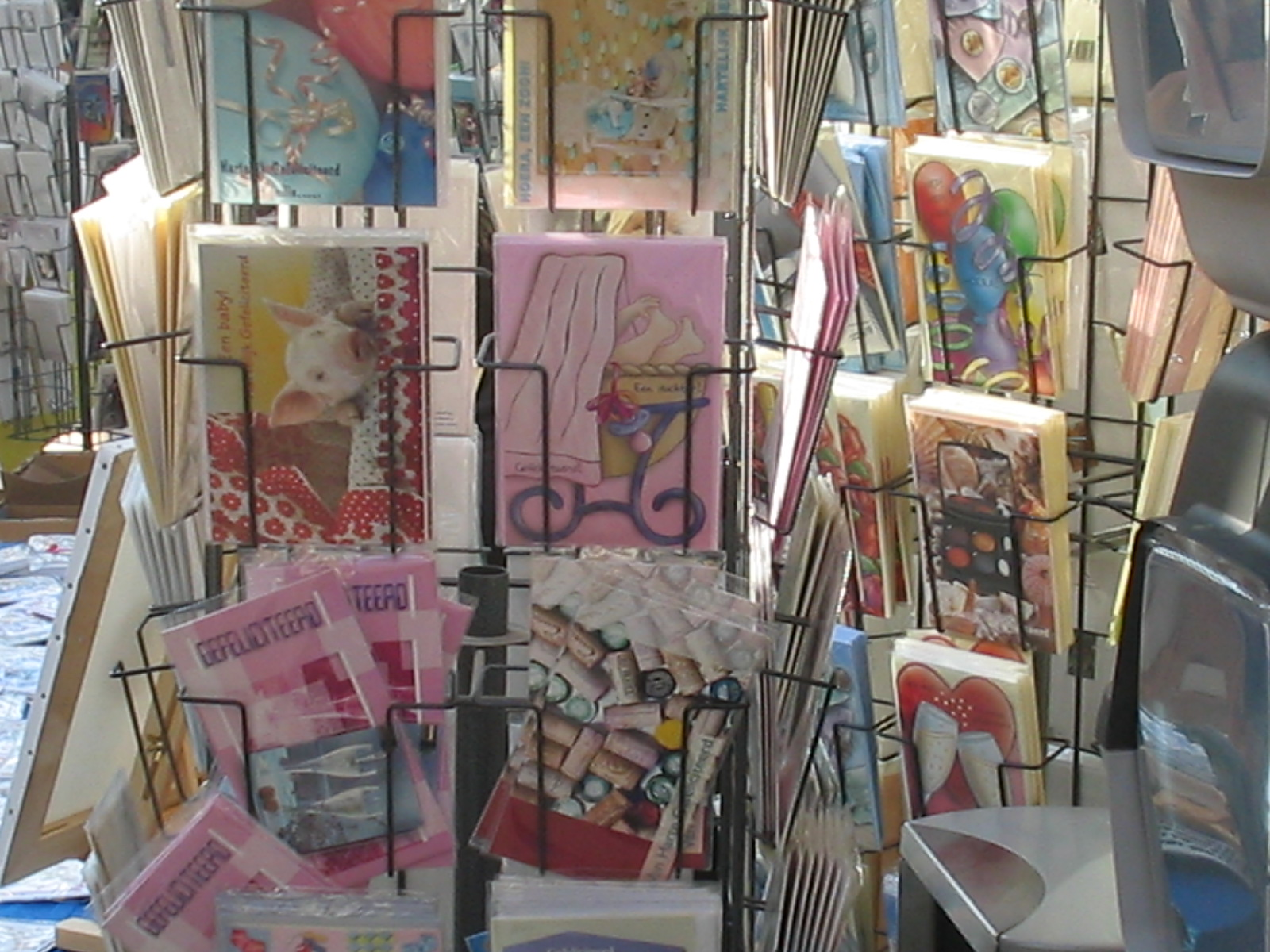
グリーティングカード

グリーティングカード（英語: greeting card）とは、年中行事に合わせて、あるいはそれ以外にも感謝の気持ちなどを表すために、友人や恋人など親しい人との間で交わされるカード。省略して「グリカ」と呼ばれる。

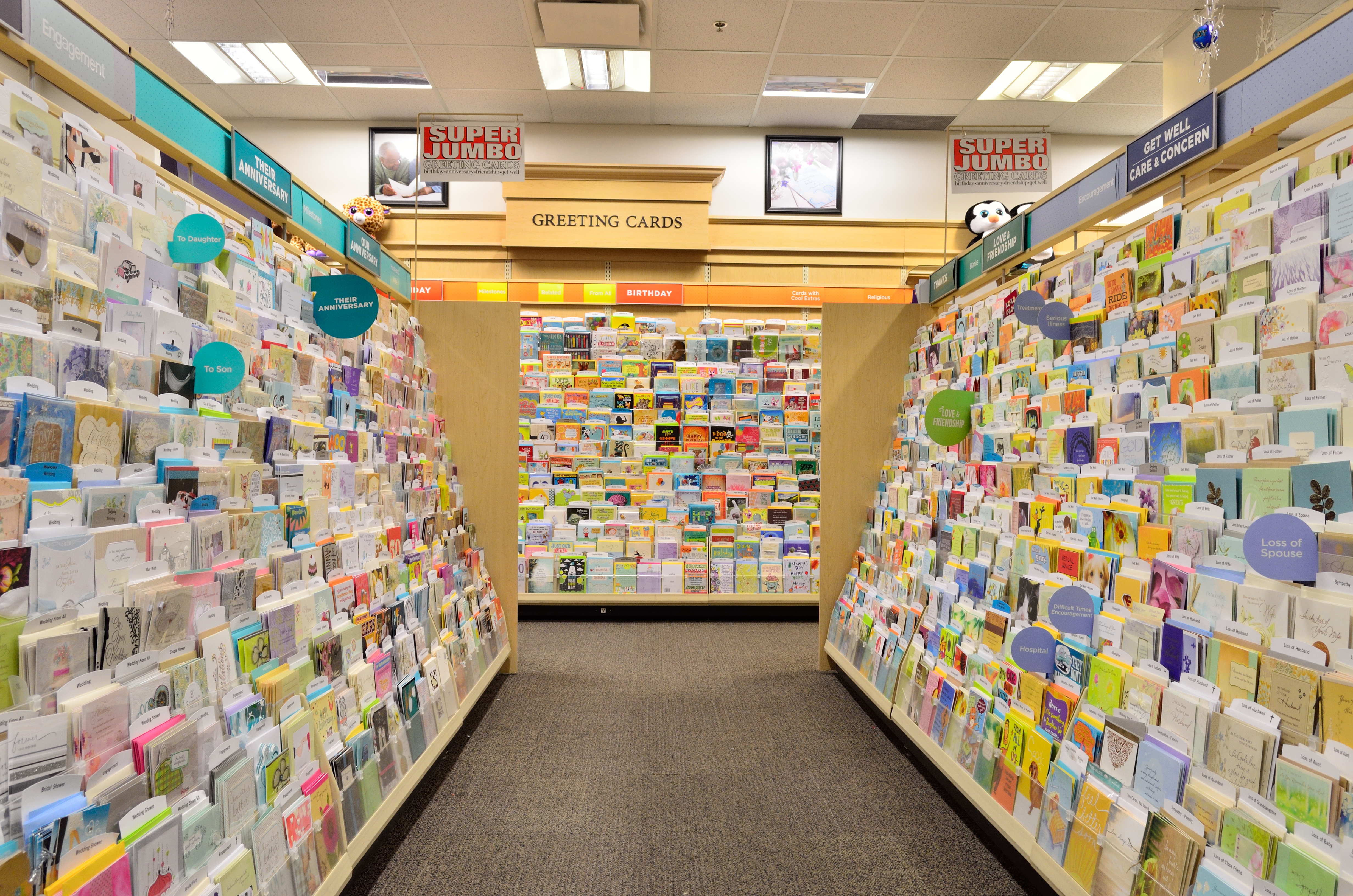
販売店

クリスマスカードが代表的だが、他にもさまざまな折に使われる。

## 特徴
意匠を凝らしたカラフルなカードで、通常、2つ折にして封筒に挿れて郵送される。この点で、年賀状のような、郵便はがきの片面を使うものとは区別される。
近年はインターネットの発達により電子メールを利用したグリーティングカードが世界中で取り交わされるようになった。

## 世界のグリーティング（クリスマス）カード事情

### オーストラリア
オーストラリアには様々なルーツを持った人が住んでいるが、その多くは欧米からの移民であり、それに伴ってグリーティングカードの習慣も存在する。オーストラリアのクリスマスは夏であり、他の国とは一風変わったデザインのカードを見ることができる。

### 日本
キリスト教徒の少ない日本では、グリーティングカードが取り交わされる様子を頻繁に見ることはないが、若い世代では季節（とは言ってもその殆どがクリスマス）の挨拶状として使用されている。また贈り物に添付するメッセージカードとしても用いられる。
欧米などではグリーティングカードとしてはクリスマスカードが一般的だが、日本では新年に送る年賀状が多く取り交わされる。日本郵便株式会社の発表によると、2014年度に発行された2015年用のお年玉付き年賀はがきの発行枚数は33.0億枚であり、対前年比3%減となった。

### 大韓民国
儒教が主流の韓国だが、キリスト教信仰者が比較的多く、クリスマスカードもよく取り交わされる。

### アメリカ合衆国
アメリカでは、年に一度のクリスマス、母の日、父の日、バレンタインデーの季節の挨拶や、日々の挨拶として（感謝、お祝い、お見舞いなど）グリーティングカードが広く一般に使われている。全米グリーティングカード協会(Greeting Card Association)によるとアメリカ人は年間70億枚のカードを買い求め、年間販売額は75億ドルに上る。1人当たり平均20枚以上のカードを受け取り、そのうちの3分の1は誕生日カードであると言う。また、電子グリーティングカードも幅広い年齢層で使われており、その数は年間5億枚に達する。

## 電子グリーティングカード
電子グリーティングカードは“eカード”とも呼ばれており、これまでの紙ではなく、デジタル媒体により作成され、電子メールにより取り交わされる。紙を使用しないので、地球環境に優しいと言われており、また、イラストや写真、アニメーションの追加や、一度に複数の人へ送付する等、従来にない機能を備えておりその利用は広がっており、携帯電話向けサービスも提供されている。
また、近年、活用されている電子グリーティングカードでは、ギフト券を兼ねているものもあり、挨拶状だけではなく、贈答品としての側面も見られる。
電子グリーティングカードは1994年後半にMIT Media LabのJudith Donathによって作成された。それはElectric Postcardと呼ばれており、当初は一日10-20通であったが、その後爆発的に利用が広がり、1995-1996年のクリスマス時期には一日19,000通を超えるカードが送られた日があり、1996年春までには合計170万通を超える数のカードが送信された。Electric Postcardは1995年のGNNベストオブザネット賞（GNN Best of the Net award）をはじめ、数々の賞を受賞した。